# Perognathus alticola
Espèce
Statut de conservation UICN

 VU B1ab(i,iii,iv) : Vulnérable
Synonymes
- Perognathus alticolus Rhoads, 1894 (préféré par ITIS)

Perognathus alticola est une espèce de rongeurs de la famille des Heteromyidae qui fait partie des souris à poches, c'est-à-dire des souris à abajoues. Cet animal est endémique de Californie où il est menacé de disparition.
L'espèce a été décrite pour la première fois en 1894 par le zoologiste américain Samuel Nicholson Rhoads (1862-1952).